# Temporada 1971-72 de los Cleveland Cavaliers
La temporada 1971-72 fue la segunda de los Cleveland Cavaliers en la NBA. La temporada regular acabó con 23 victorias y 59 derrotas, ocupando el séptimo puesto de la conferencia Este, no logrando clasificarse para los playoffs.

## Elecciones en elDraft
| Ronda | Puesto | Jugador         | Posición | Nacionalidad   | Universidad |
| ----- | ------ | --------------- | -------- | -------------- | ----------- |
| 1     | 1      | Austin Carr     | Escolta  | Estados Unidos | Notre Dame  |
| 2     | 18     | Steve Patterson | Pívot    | Estados Unidos | UCLA        |
| 2     | 35     | Willie Long     | Alero    | Estados Unidos | New Mexico  |
| 8     | 120    | Charlie Davis   | Escolta  | Estados Unidos | Wake Forest |

## Temporada regular
| División Central    | División Central | División Central | División Central | División Central | División Central | División Central | División Central | División Central |
| Equipo              | G                | P                | %                | PD               | Casa             | Fuera            | Neutral          | Div              |
| ------------------- | ---------------- | ---------------- | ---------------- | ---------------- | ---------------- | ---------------- | ---------------- | ---------------- |
| y-Baltimore Bullets | 38               | 44               | .463             | –                | 18–15            | 16–24            | 4–5              | 9–9              |
| x-Atlanta Hawks     | 36               | 46               | .439             | 2                | 22–19            | 13–26            | 1–1              | 9–9              |
| Cincinnati Royals   | 30               | 52               | .366             | 8                | 20–18            | 8–32             | 2–2              | 11–9             |
| Cleveland Cavaliers | 23               | 59               | .280             | 15               | 13–28            | 8–30             | 2–1              | 9–11             |

## Estadísticas
| Rk | Jugador          | Edad | P  | PT | MP   | TC  | TCI  | %TC  | TL  | TLI | %TL  | RB   | AS  | FP  | PTS  |
| -- | ---------------- | ---- | -- | -- | ---- | --- | ---- | ---- | --- | --- | ---- | ---- | --- | --- | ---- |
| 1  | John Johnson     | 24   | 82 |    | 37.1 | 6.8 | 15.7 | .433 | 3.4 | 4.3 | .785 | 7.7  | 5.1 | 3.3 | 17.0 |
| 2  | Butch Beard      | 24   | 68 |    | 35.8 | 5.8 | 12.5 | .464 | 3.8 | 5.0 | .760 | 4.1  | 6.7 | 3.1 | 15.4 |
| 3  | Austin Carr      | 23   | 43 |    | 35.8 | 8.9 | 20.8 | .426 | 3.5 | 4.6 | .760 | 3.5  | 3.4 | 2.3 | 21.2 |
| 4  | Rick Roberson    | 24   | 63 |    | 35.0 | 4.8 | 10.9 | .442 | 3.4 | 5.8 | .587 | 12.7 | 1.7 | 4.0 | 13.1 |
| 5  | Bingo Smith      | 25   | 82 |    | 33.3 | 6.4 | 14.5 | .443 | 2.2 | 2.7 | .795 | 6.1  | 3.0 | 2.7 | 15.0 |
| 6  | Walt Wesley      | 27   | 82 |    | 26.6 | 5.0 | 12.3 | .410 | 2.4 | 3.5 | .674 | 8.7  | 0.9 | 3.0 | 12.4 |
| 7  | Charlie Davis    | 22   | 61 |    | 18.8 | 3.8 | 9.3  | .402 | 2.3 | 2.8 | .840 | 1.5  | 2.0 | 2.3 | 9.8  |
| 8  | Dave Sorenson    | 23   | 76 |    | 15.3 | 2.8 | 6.3  | .448 | 1.4 | 1.8 | .779 | 4.0  | 1.1 | 1.6 | 7.0  |
| 9  | John Warren      | 24   | 68 |    | 14.3 | 2.1 | 5.1  | .417 | 0.7 | 0.9 | .845 | 2.0  | 1.3 | 1.4 | 5.0  |
| 10 | Bobby Washington | 24   | 69 |    | 14.0 | 1.8 | 4.5  | .398 | 1.5 | 1.9 | .813 | 1.9  | 3.2 | 2.0 | 5.1  |
| 11 | Steve Patterson  | 23   | 65 |    | 11.9 | 1.4 | 4.0  | .357 | 0.4 | 0.7 | .500 | 3.5  | 0.8 | 1.2 | 3.2  |
| 12 | Greg Howard      | 24   | 48 |    | 8.9  | 1.0 | 2.7  | .382 | 0.8 | 1.1 | .765 | 2.3  | 0.6 | 1.0 | 2.9  |
| 13 | Luther Rackley   | 25   | 9  |    | 7.2  | 1.2 | 2.8  | .440 | 0.1 | 0.4 | .250 | 2.3  | 0.3 | 0.3 | 2.6  |
| 14 | Jackie Ridgle    | 23   | 32 |    | 3.3  | 0.6 | 1.4  | .432 | 0.6 | 0.8 | .731 | 0.5  | 0.2 | 0.5 | 1.8  |

## Galardones y récords
| Jugador      | Galardón                            |
| Austin Carr  | Mejor quinteto de rookies de la NBA |
| John Johnson | All-Star                            |
| Butch Beard  | All-Star                            |